# کاسکاتلی
کاسکاتلی نوعی پاستا با شکل کوتاه است که دارای یک نوار صاف و یک جفت چین‌دار موازی با یکدیگر است، که هر کدام در زاویه ۹۰ درجه از نوار بیرون می‌آیند. این چین‌ها به شکل بافت می‌دهند و «کانالی برای سس» ایجاد می‌کنند.
این شکل مدرن پاستا در سال ۲۰۱۹ توسط پادکستر غذایی آمریکایی، دن پاشمن، در همکاری با شرکت پاستای نیویورک اسفولینی توسعه یافت. این شکل ترکیبی از انواع پاستا گالتتی و مافالده است که به ترتیب اجزای نیم‌لوله‌ای و پاستای چین‌دار نوار شکل را برجسته می‌کند و برای برآورده کردن ویژگی‌های مورد علاقه پاشمن در یک شکل پاستا طراحی شده است. با طراحی چین‌دار خود، کاسکاتلی به شکل رادیاتوری شباهت زیادی دارد.

## نام
نام کاسکاتلی از واژه ایتالیایی cascate به معنای آبشارها گرفته شده است، در حالی که cascatelle به معنای آبشارهای کوچک است. پاشمن تصمیم گرفت که نام را با -elli به پایان برساند تا بیشتر شبیه نام‌های سنتی پاستا ایتالیایی باشد که معمولاً با پسوندهای جمع مذکر -ini, -elli, -illi, -etti که حس کوچک بودن را منتقل می‌کنند، به پایان می‌رسند. در حالی که او اذعان داشت که املای صحیح ایتالیایی برای جمع آبشار cascatelle است، او استدلال کرد: «فکر می‌کنم می‌توانیم کمی مجوز شاعرانه بگیریم. اگر آن را با i به پایان برسانیم، cascatelli، بیشتر شبیه نام یک پاستا به نظر می‌رسد». نام کاسکاتلی در مارس ۲۰۲۱ در ایالات متحده برای استفاده در ارتباط با پاستا تحت حمایت علامت تجاری قرار گرفت. دیگر نام‌های احتمالی شامل انواع ایتالیایی بر روی دایناسورهای چین‌دار، هزارپایان یا کلید موسیقی بود.

## تاریخچه

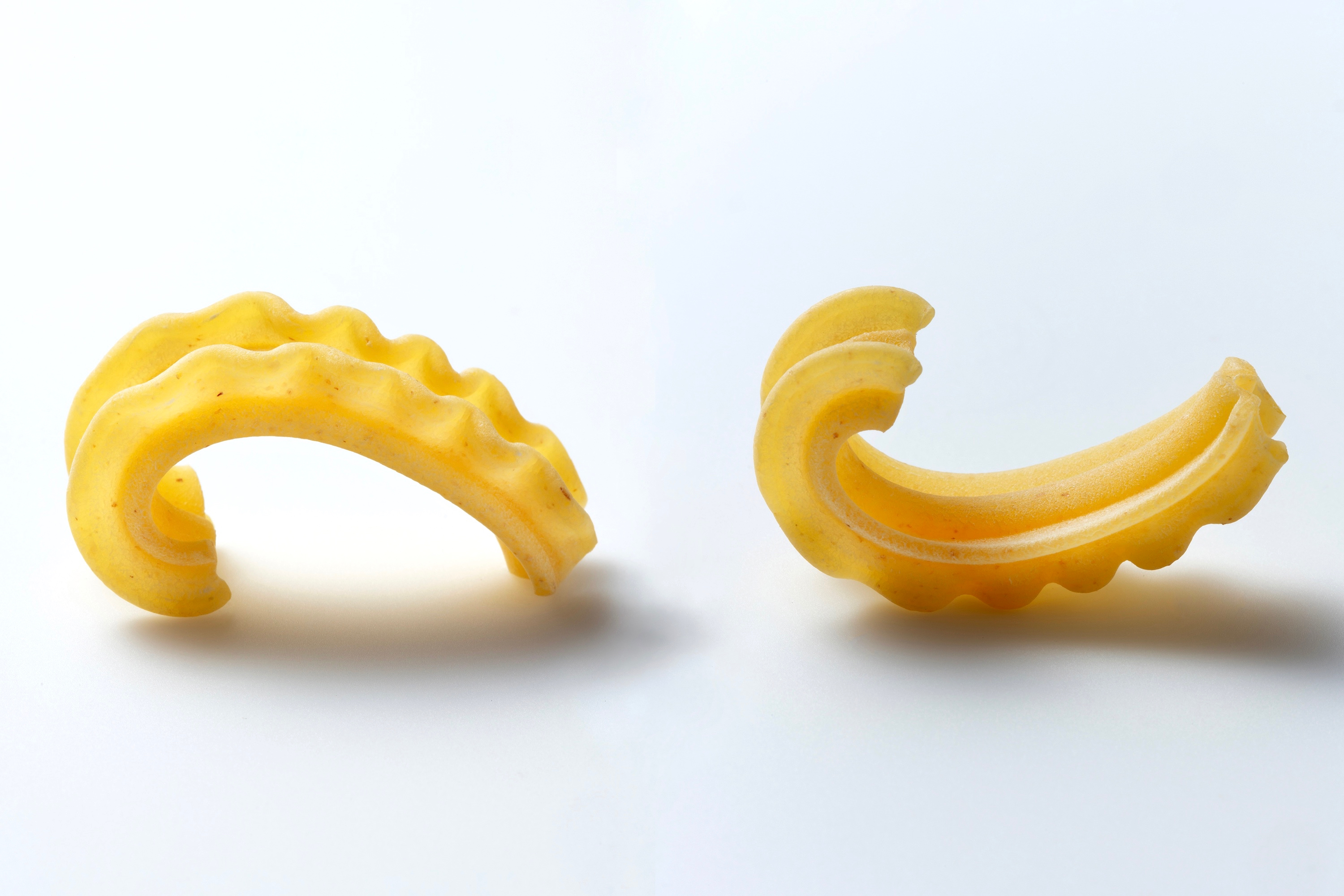

دن پاشمن، مجری پادکست The Sporkful، تصمیم گرفت که یک شکل جدید «ایده‌آل» پاستا بسازد که باید دارای طعم مناسب، بافت جذاب و مقدار مناسبی سس باشد. شرکت پاستای آمریکایی اسفولینی با پاشمن همکاری کرد تا این محصول را تولید کند.
پاپاشمن اصطلاحاتی را برای توصیف سه ویژگی پاستا شکل‌ها ابداع کرد:
1. «چنگال پذیری» – چقدر آسان است که یک شکل پاستا را روی چنگال خود بگذارید و آن را نگه دارید.
2. «سس پذیری» – چقدر خوب سس به آن می‌چسبد.
3. «قابلیت دندان خوری» – چقدر لذت‌بخش است که به آن گاز بزنید.

این پاستا پس از سه سال تحقیق و توسعه، رسماً در سال ۲۰۲۱ عرضه شد. این فرایند در مجموعه پادکست‌های اسپورک‌فول با عنوان «مأموریت: غیرقابل‌پاستوریزه» مستند شده است.

## ترکیب و کاربرد

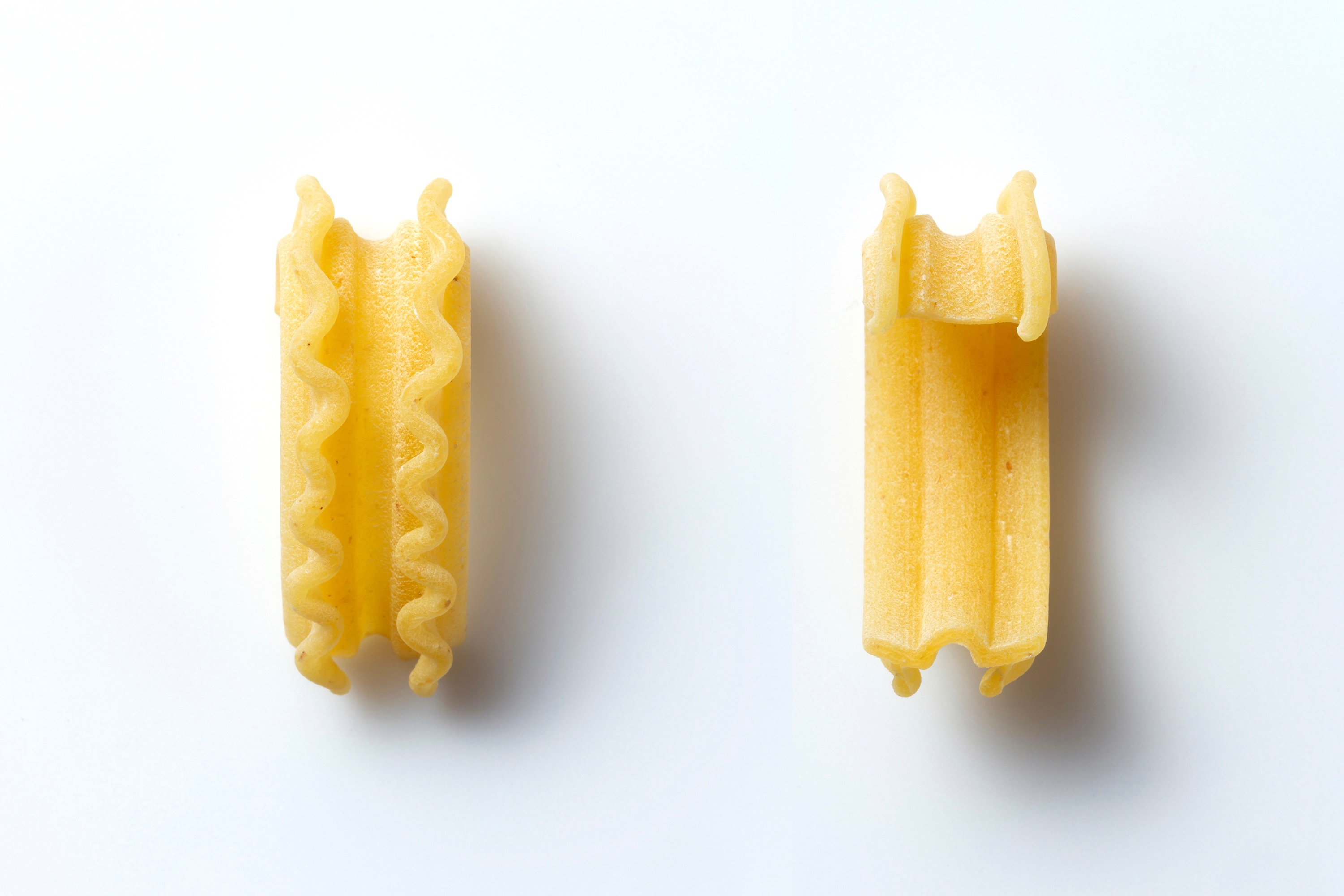

کاسکاتلی نوعی پاستای نیمه‌لوله‌ای است که از آرد گندم سخت (دوروم) و آب یا سمولینا تهیه می‌شود. زمان پخت پیشنهادی برای این پاستا ۱۳ تا ۱۷ دقیقه است.